# Фрунзе (Слободзейский район)
Фру́нзе — село в Слободзейском районе непризнанной Приднестровской Молдавской Республики. Административный центр Фрунзевского сельсовета, куда кроме села Фрунзе также входят сёла Новая Андрияшевка, Новокотовск, Приозёрное, Старая Андрияшевка, Уютное и посёлок при ж/д станции Новосавицкая.

## История
После образования Молдавской автономной советской Социалистической республики в составе УССР 12 октября 1924 года решением Правительства МАССР началось выделение земель молодым семьям для строительства мелких поселений. Первыми переселенцами села Фрунзе были жители села Слободзея.
Село Фрунзе было основано в 1925 году. День рождения села 4 ноября (Храм Казанской иконы божией матери).
До 1964 года на территории с.Фрунзе были основаны три населенных пункта: Шайки, Гарбузы, Фрунзе. В 1964 году произошло слияние сел Шайки, Гарбузы, Фрунзе и они стали представлять одно село. Из списка учета сел были исключены Шайки и Гарбузы, в дальнейшем объединенный населенный пункт именовали Фрунзе в честь легендарного командарма М.В.Фрунзе.